# Телескоп Т-170М
Телескоп Т-170М — разрабатываемый крупный автоматический космический телескоп, который станет основным рабочим инструментом Всемирной космической обсерватории — Ультрафиолет (ВКО-УФ) для работы в недоступном для наблюдения с земной поверхности ультрафиолетовом участке электромагнитного спектра. Телескоп будет оснащён главным зеркалом диаметром 1,7 м, спектрографами высокого и низкого разрешения и камерами для построения высококачественных изображений в УФ и видимом диапазоне.
Планируемый год запуска телескопа — 2031. Проект включён в Федеральную космическую программу России на период 2006—2015 гг. (Шифр «Спектр-УФ»).

## Предприятия и организации, занятые в создании телескопа
- НПО им. С.А. Лавочкина в кооперации с Институтом астрономии РАН.
- Институт космических исследований РАН.
- ОАО «ЛЗОС».
- ОАО «Воткинский завод».
- ФГУП «НИИ НПО «Луч».

## История создания
8 августа 2012 года между НПО им. Лавoчкина и Институтом астрономии РАН был заключен договор субподряда по созданию телескопа Т-170М на сумму 2 млрд руб.
После заключения контракта с НПО им. Лавочкина уже Институт астрономии подписал еще три соглашения с ООО НПП ИНКОС. Это общество в рамках проекта «Спектр-УФ» брало на себя обязательство изготовить в 2013 году техническую оснастку для главного и вторичного зеркал телескопа, различные научные приборы, а также провести «иные специальные работы». Стоимость контрактов составила 31,1 млн руб.
По состоянию на 2019 год, 1,7-метровое зеркало готово практически полностью, на него нужно лишь нанести отражающий ультрафиолет слой (из MgF2) толщиной в 25 нанометров. Поскольку в земной атмосфере, даже самой сухой, такое покрытие «живёт» в лучшем случае месяцы, напылять его будут непосредственно перед запуском «Спектра-УФ».

## Основные исследования
- физика ранней Вселенной;
- звездообразование;
- химическая эволюция галактик;
- свойства межзвездной среды;
- физика и химия планетных атмосфер и комет;
- аккреционные процессы в астрофизике;
- физика и активность атмосфер звёзд;

## Основные технические параметры
Телескоп Т-170М представляет собой крупногабаритный прецизионный телескоп системы Ричи-Кретьена, полностью построенный на отражательной оптике с фокусным расстоянием 17 м с главным зеркалом диаметром 1,7 м. Это зеркало меньше, чем у «Хаббла» (2,4 метра), но за счет новых спектрографов российская обсерватория в ряде случае сможет его превзойти.
| Параметр                          | Значение     |
| --------------------------------- | ------------ |
| Тип оптической системы            | Ричи-Кретьен |
| Спектральный диапазон             | 130—900 нм   |
| Диаметр главного зеркала          | 1,7 м        |
| Фокусное расстояние               | 17 м         |
| Время работы                      | более 5 лет  |
| Масса космического аппарата       | 2900 кг      |
| Масса полезной нагрузки           | 1600 кг      |
| Электрическая мощность            | 750 Вт       |
| Скорость передачи данных          | 2 Мбит/с     |
| Точность наведения и стабилизации | 0,1 угл.с    |

## Состав телескопа
1. Главное зеркало
2. Шпангоут
3. Узел главного зеркала
4. Радиатор
5. Тубус
6. Узел вторичного зеркала
7. Внешняя бленда
8. Светозащитная крышка
9. Бленда главного зеркала
10. Бленда вторичного зеркала
11. Светозащитные кольца
12. Оптическая скамья
13. Блок камер поля
14. Блок спектрографов
15. Внешняя электронная панель
16. Защита отсека научной аппаратуры

## Критика
В 2019 году Министерство внутренних дел России возбудило дело по факту хищений при создании телескопа Т-170М.